# Iwan Gonczarow
Iwan Aleksandrowicz Gonczarow (ros. Иван Александрович Гончаров; ur. 6 czerwca?/18 czerwca 1812 w Symbirsku, Imperium Rosyjskie – zm. 15 września?/27 września 1891 w Petersburgu, Imperium Rosyjskie) – rosyjski pisarz. Autor realistycznych powieści ukazujących bierność ideową ziemiaństwa rosyjskiego.

## Życiorys
Gonczarow urodził się w bogatej rodzinie kupieckiej, jego ojciec handlował zbożem. Po ukończeniu Uniwersytetu Moskiewskiego w 1834 Gonczarow pracował 30 lat jako niższy urzędnik państwowy.
Jako pisarz debiutował w 1847 roku powieścią Zwyczajna historia (Обыкновенная история, wydanie polskie 1955), pokazującą konflikty między rosyjską szlachtą a warstwą kupiecką oraz romantyzmem i realizmem. W 1842 powstał (opublikowany w 1848) naturalistyczny szkic psychologiczny Iwan Sawicz Podżabrin (Иван Савич Поджабрин).
Między 1852 a 1855 Gonczarow podróżował po Anglii, Afryce i Japonii, skąd wrócił do Rosji przez Syberię jako sekretarz admirała Putianina. Jego podróżny dziennik, noszący tytuł Fregata „Pallada” (Фрегат „Паллада”) został wydany w 1858 roku. Pierwszy duży sukces literacki odniósł Gonczarow powieścią Obłomow (Обломов), wydaną w 1859 (wydanie polskie 1922). W powieści został pokazany narodowy charakter Rosjan. Główny bohater był przez wielu porównywany do Hamleta.
Od 1860 roku korespondencyjny członek Petersburskiej Akademii Nauk.
W 1867 roku Gonczarow odszedł na emeryturę i opublikował swoją ostatnią powieść Urwisko (Обрыв), historię rywalizacji trzech mężczyzn o serce jednej, tajemniczej kobiety. W utworze tym wyraźnie widać krytykę nihilizmu. 
Prócz tego Gonczarow pisał nowele, eseje i wspomnienia, które były wydane pośmiertnie w 1919 roku. Resztę życia spędził na samotnym podróżowaniu, porzuciwszy literaturę z powodu nadmiernej krytyki. Gonczarow nigdy się nie ożenił. Zmarł w Petersburgu.
Obecnie w mieście Ulianowsk (dawniej Symbirsk) działa muzeum Iwana Gonczarowa, zaś główna ulica miasta jest nazwana jego imieniem. 

## Wybrana twórczość
- 1838 – Lichaja bolest' (ros. Лихая болесть)
- 1839 – Sczastliwaja oszybka (ros. Счастливая ошибка)
- 1842 – Iwan Sawicz Podżabrin (ros. Иван Савич Поджабрин)
- 1848 – Obyknowienna istorija (ros. Обыкновенная история), pol. Zwykła historia[1]
- 1858 – Fregat „Pallada” (ros. Фрегат „Паллада”), pol. Fregata Pallada[2]

- 1858 – Dwa słuczaja iz morskoj żyzni (ros. Два случая из морской жизни)
- 1859 – Obłomow (ros. Обломов), pol. Obłomow[3][4]
- 1869 – Obryw (ros. Обрыв), pol. Urwisko[5]